# Тигрис

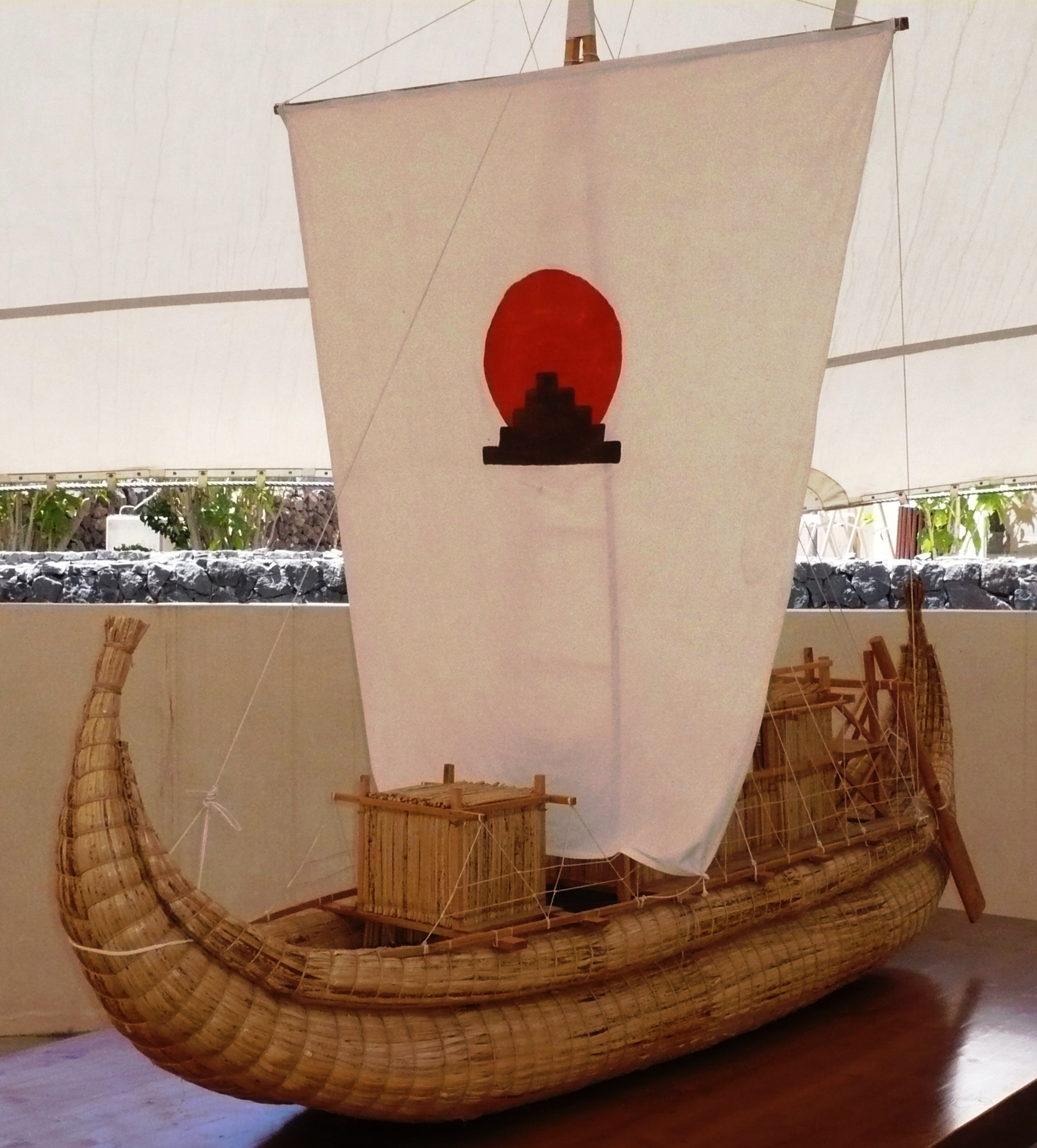
Модель лодки «Тигрис»

«Ти́грис» (англ. Tigris) — тростниковая лодка, на которой международная экспедиция под руководством норвежского исследователя Тура Хейердала совершила плавание в ноябре 1977 — апреле 1978 года.

## Предыстория
Тур Хейердал считал, что цивилизация, существовавшая в Древней Месопотамии, оказывала значительное культурное влияние на другие народы. Чтобы подтвердить свою гипотезу о том, что цивилизация распространялась не столько по суше, сколько морским путём, он задумал экспедицию на лодке, подобной тем, на которой перемещались древние мореплаватели.

## Конструкция
Лодка «Тигрис» была построена как точная копия шумерских судов. Строительным материалом для неё Тур Хейердал избрал рогоз узколистный (Typha angustifolia), известный под обиходными названиями «тростник» и «камыш», который, как он полагал, использовался жителями древней Месопотамии для строительства своих лодок. Предварительно им был проведён ряд экспериментов с целью определить, какой тростник, в каком месте и в какое время года лучше срезать, чтобы он впитывал в себя как можно меньше воды. К постройке «Тигриса» были привлечены пятеро индейцев с высокогорного озера Титикака, признанные искусными строителями подобных судов, а также десять арабов из Ирака, которые превосходно знали свойства рогоза. На последнем этапе работ большую помощь строителям оказали советские специалисты с различных объектов в районе Басры. Длина лодки составила 18 метров, ширина — 6 метров. На постройку ушло 30 тонн тростника, общий вес судна составил около 50 тонн. На палубе были сооружены две хижины для экипажа, установлены мачта с парусом, рули и гребные вёсла. Тростник, из которого лодка была связана, должен был обеспечить плавучесть в течение одного года. Имя лодке было дано по названию реки Тигр.
Маршрут и продолжительность экспедиции в этот раз были неопределёнными для Хейердала. По плану, «Тигрис» должен был направиться вдоль восточного побережья Африки к мысу Доброй Надежды.

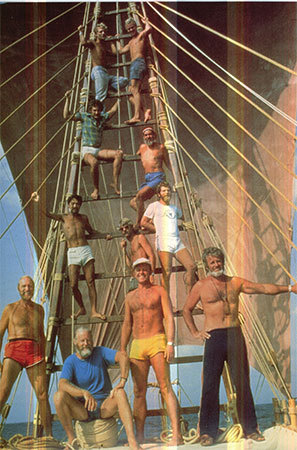
Экипаж ладьи «Тигрис»

## Экипаж «Тигриса»
Кроме 63-летнего Тура Хейердала в экипаж вошли ещё десять человек различных национальностей.
- Тур Хейердал
- Норман Бейкер (48 лет) — американский штурман, уже имевший опыт походов на лодках «Ра» и «Ра-2»
- Карло Маури (47) — итальянский альпинист, специалист по такелажу, также участник предыдущих морских экспедиций Хейердала.
- Ханс Петтер Бён (22) — норвежский студент.
- Норрис Брок (38) — профессиональный фотограф из США.
- Асбьёрн Дамхус — датский студент из Копенгагена, будущий физик.
- Герман Карраско (53) — мексиканский археолог-любитель, кинооператор.
- Рашад Назир Салим (20) — иракский студент, будущий художник и скульптор, переводчик Хейердала при строительстве лодки.
- Юрий Сенкевич (40) — советский врач, осуществлявший, помимо прямых своих обязанностей, широкую программу медико-биологических исследований.
- Тору Судзуки (43) — японский подводный кинооператор.
- Детлеф Зойтцек (26) — немецкий капитан дальнего плавания (самый молодой в ФРГ), второй штурман.

## Хроника экспедиции
23 ноября 1977 года в 13 часов 5 минут по московскому времени «Тигрис» отправился в рейс от деревни Эль-Курна, где сливаются вместе Тигр и Евфрат, образуя широкую реку Шатт-эль-Араб. Лодка шла по реке под парусом, но на буксире. 2 декабря «Тигрис» вышел в Персидский залив.
У острова Файлака в Персидском заливе по причине сильного встречного ветра и течения «Тигрис» спустил парус и стал на якорь. Но вскоре оба якоря были сорваны, лодка начала дрейфовать в сторону района рифов западнее Файлаки.
4 декабря в 7 ч 05 мин с «Тигриса» был передан сигнал SOS, который был принят советским теплоходом «Славск» — единственным в районе судном, отозвавшимся на просьбу о помощи. «Славск» прибыл в район бедствия через 4 часа и из-за мелководья бросил якорь в 3 милях от «Тигриса». Лодка была взята на буксир мотоботом, к 8 ч вечера подведена к теплоходу, который начал буксировку на остров Бахрейн. Через четверо суток лодка пристала к причалу Манамы, где пришлось поменять парус на более надёжный, привезённый из Гамбурга, отремонтировать рулевое управление и ликвидировать пробоину в носовой части. 24 декабря 1977 года экспедиция была продолжена. Проходя Ормузский пролив, «Тигрис» в ночное время раза четыре избежал столкновения со встречными судами, которые не замечали лодку.
В начале января 1978 года «Тигрис» совершил заход в порт Матрах (Оман). Вновь ремонтировались рулевые устройства, пополнены запасы воды.
12 января плавание возобновлено. Совершив переход через Аравийское море, 2 февраля 1978 года экспедиция Хейердала сделала остановку в Карачи.
30 марта 1978 года, пройдя за 4,5 месяца около 7 тысяч километров, «Тигрис» вошёл в порт Джибути. Тур Хейердал пытался получить разрешение на вход в территориальные воды государств, примыкающих к Баб-эль-Мандебскому проливу, чтобы продолжить плавание в акватории Красного моря. Но ни от одной страны не было получено определённого ответа. Кроме того, в этом районе начались военно-морские манёвры США, Англии и Франции, и продолжать экспедицию стало небезопасно. Тур Хейердал принял решение прервать путешествие, а лодку, которая по-прежнему была в неплохом состоянии, уничтожить. Став на последнюю якорную стоянку у одного из островов в нескольких километрах от порта Джибути, 3 апреля 1978 года члены экипажа сняли с судна все материалы экспедиции и подожгли его. Причина поджога — учения НАТО, начавшиеся за 2 дня до инцидента.
В своём открытом письме Генеральному секретарю ООН Курту Вальдхайму Хейердал, в частности, написал:

«Сегодня мы сжигаем наше гордое судёнышко… в знак протеста против проявлений бесчеловечности в мире 1978 года, в который мы возвратились из открытого моря. Нам пришлось остановиться у входа в Красное море. В окружении военных самолетов и кораблей наиболее цивилизованных и развитых стран мира, не получив разрешения на заход от дружественных правительств, руководствующихся соображениями безопасности, мы были вынуждены высадиться в маленькой, ещё нейтральной Республике Джибути, потому что кругом соседи и братья уничтожают друг друга, пользуясь средствами, предоставленными теми, кто возглавляет движение человечества по пути в третье тысячелетие.
Мы обращаемся к простым людям всех индустриальных стран. Необходимо осознать безумные реальности нашего времени… С нашей стороны будет безответственным не требовать от тех, кто принимает ответственные решения, чтобы современное оружие не предоставлялось народам, которых наши деды корили за секиры и мечи.
Наша планета больше камышовых бунтов, которые пронесли нас через моря, и всё же достаточно мала, чтобы подвергнуться такому же риску, если живущие на ней люди не осознают неотложной необходимости в разумном сотрудничестве, чтобы нас и нашу общую цивилизацию не постигла участь тонущего корабля».

Главная задача экспедиции «Тигриса» была выполнена. Камышовая лодка проявила отличные мореходные качества, а это свидетельствовало о том, что древние жители Месопотамии, долины Инда, Египта могли с помощью подобных судов осуществлять между собой регулярные контакты.